# کبوترخانه مراغه
کبوتر خانه مراغه مربوط به دوره قاجار است و در شهرستان مراغه، روستای اسفستانج واقع شده و این اثر در تاریخ ۲۴ تیر ۱۳۸۲ با شمارهٔ ثبت ۹۲۰۵ به‌عنوان یکی از آثار ملی ایران به ثبت رسیده است. این بنا در بخش مرکزی شهرستان مراغه، در ۶ کیلومتری شمال این شهرستان بالاتر از سد علویان در ضلع جنوبی روستای اسفستانج واقع شده و به فاصله ۲۵ متری از خانه‌های مسکونی روستا قرار دارد. بر اساس روایات مختلف این اثر تقریباً در اواخر دوره قاجاریه به دستور خان (ارباب) روستا احداث شده است و به نظر می‌رسد کار دو معمار اصفهانی است.
در اوایل دههٔ ۷۰ بخشی از بنا و راه پله، و در سال ۷۶ بخشی دیگر از بنای این اثر تاریخی از بین می‌رود.